# San Luis (Arizona)
Pour les articles homonymes, voir San Luis.
San Luis est une ville située dans le comté de Yuma, dans l'État de l'Arizona aux États-Unis. Lors du recensement de 2020, sa population s'élevait à 35 257 habitants.

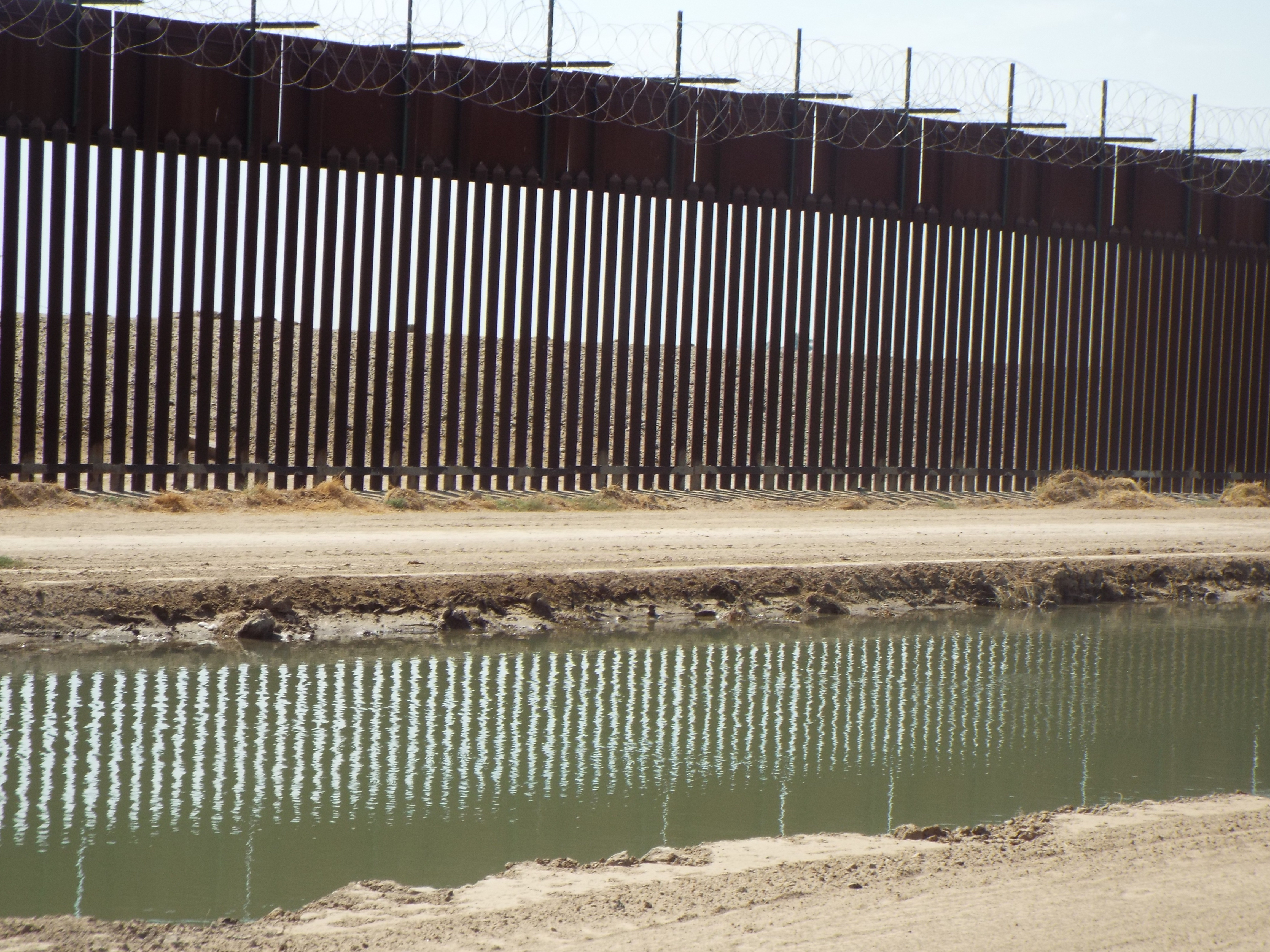
Mur frontalier entre les États-Unis et le Mexique à San Luis

## Démographie
| 1970 | 1980  | 1990  | 2000   | 2010   | 2020   |
| ---- | ----- | ----- | ------ | ------ | ------ |
| 189  | 1 946 | 4 212 | 15 322 | 25 505 | 35 257 |